# Museo Nikola Tesla
Il Museo Nikola Tesla (in serbo Музеј Николе Тесле?, traslitterato in Muzej Nikole Tesle) è un'istituzione culturale ubicata a Belgrado, in Serbia, e dedicata alla vita ed all'opera del fisico e ingegnere serbo Nikola Tesla. Il museo è ospitato in una palazzina situata nel centro storico di Belgrado costruita nel 1929 su progetto dell'architetto Dragiša Brašovan.

## Storia
La palazzina, che aveva avuto in precedenza diverse altre destinazioni, venne adibita a museo nel 1952, quando il governo dell'allora Repubblica Socialista Federale di Jugoslavia decise di ospitarvi tutto il materiale costituente l'eredità del fisico; dopo la morte di Tesla, il materiale era rimasto negli Stati Uniti, dove egli era vissuto a lungo, finché un tribunale americano aveva riconosciuto il nipote Sava Kosanovic come unico erede legittimo.

## Collezione

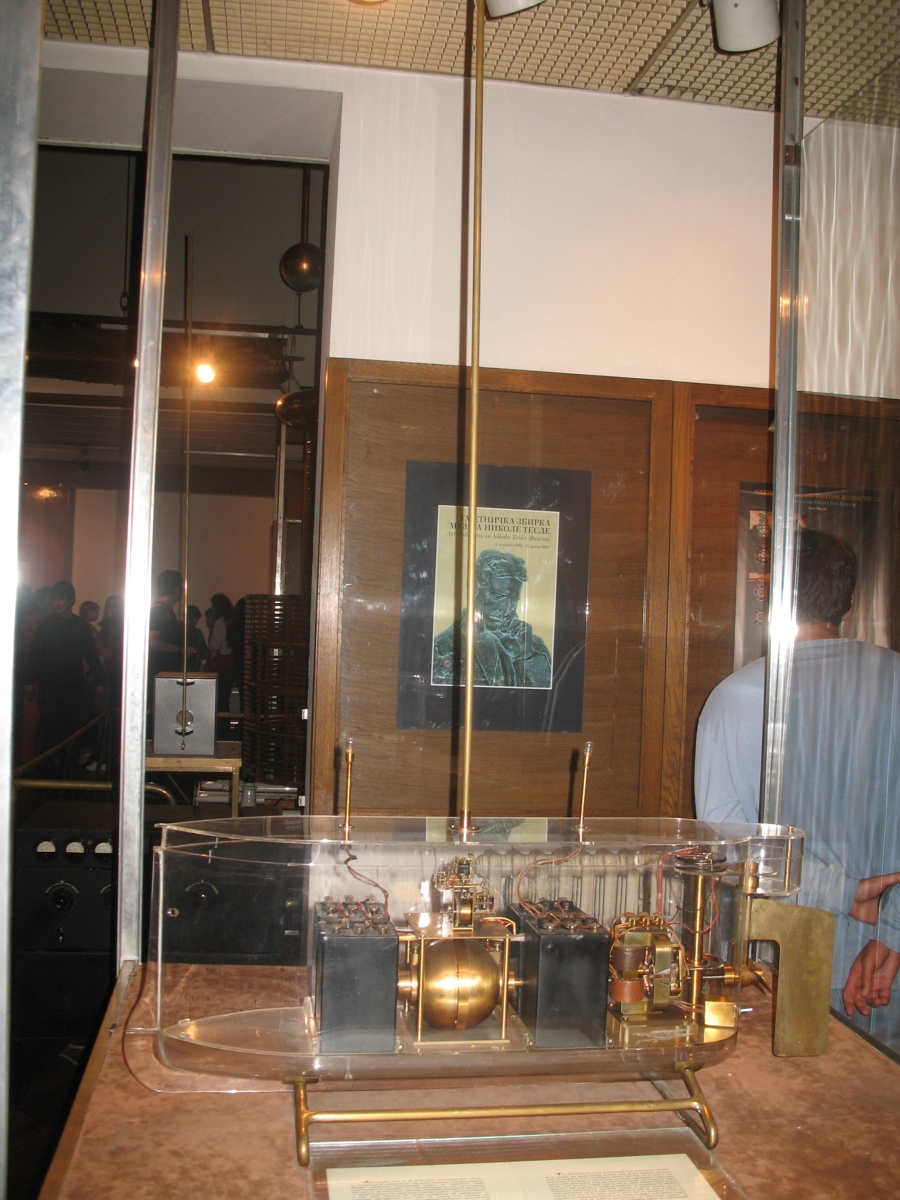
Il modello della barca radiocomandata di Tesla

La collezione del materiale costituente l'eredità di Nikola Tesla comprende una grande quantità di materiale, tra cui:
- oltre 160.000 documenti originali;
- oltre 2.000 libri e riviste;
- oltre 1.200 strumenti e articoli tecnici;
- oltre 1.500 fotografie di altri strumenti ed apparecchi;
- oltre 1.000 progetti e disegni.

L'esposizione si articola in sette diverse sale:
1. Nikola Tesla, un uomo e un creatore;
2. Oggetti personali e corrispondenze;

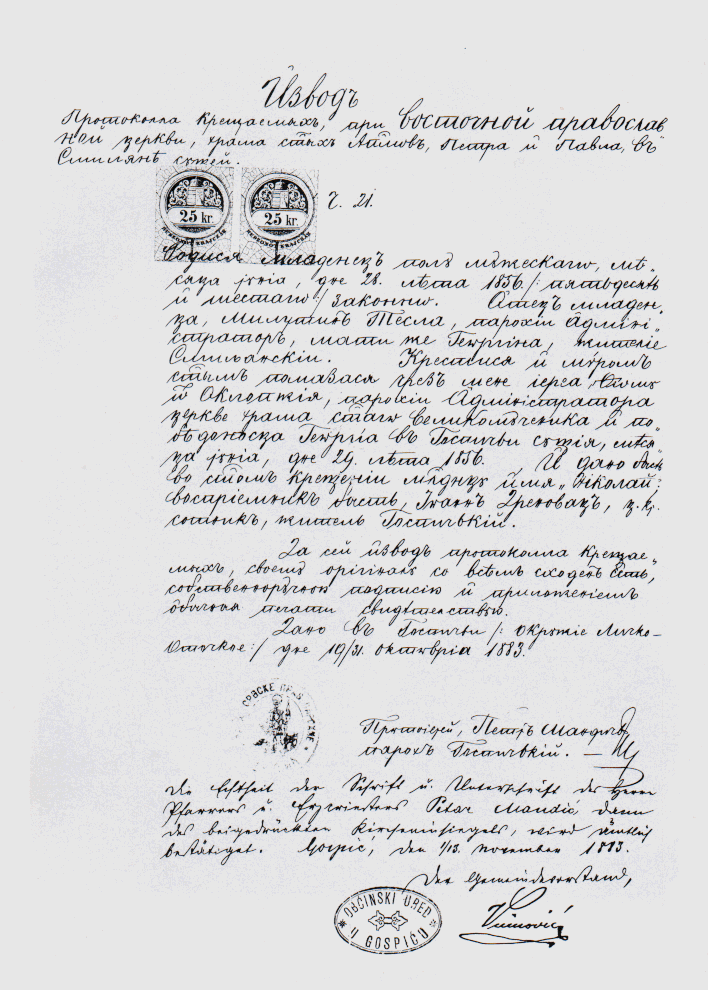
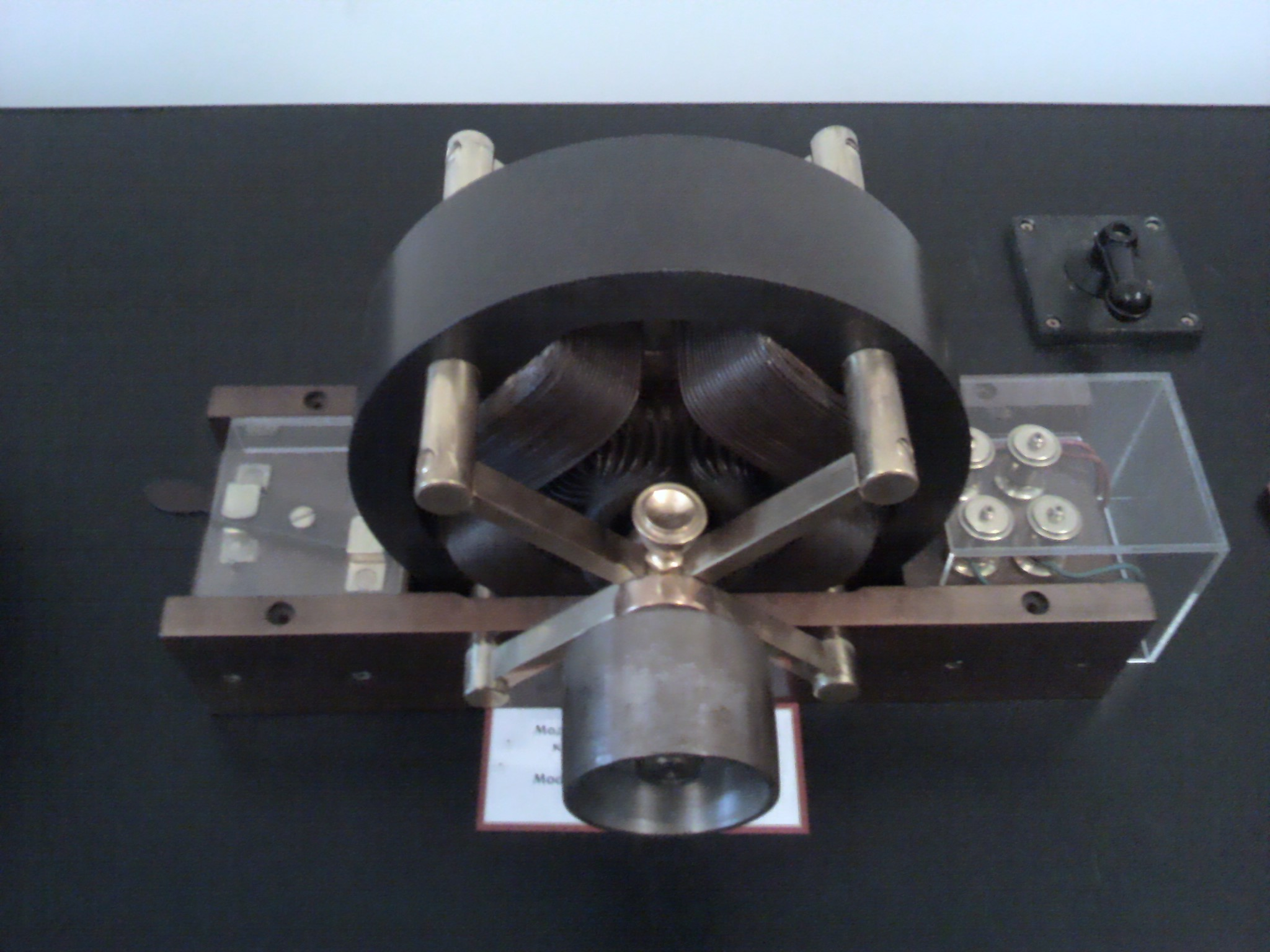
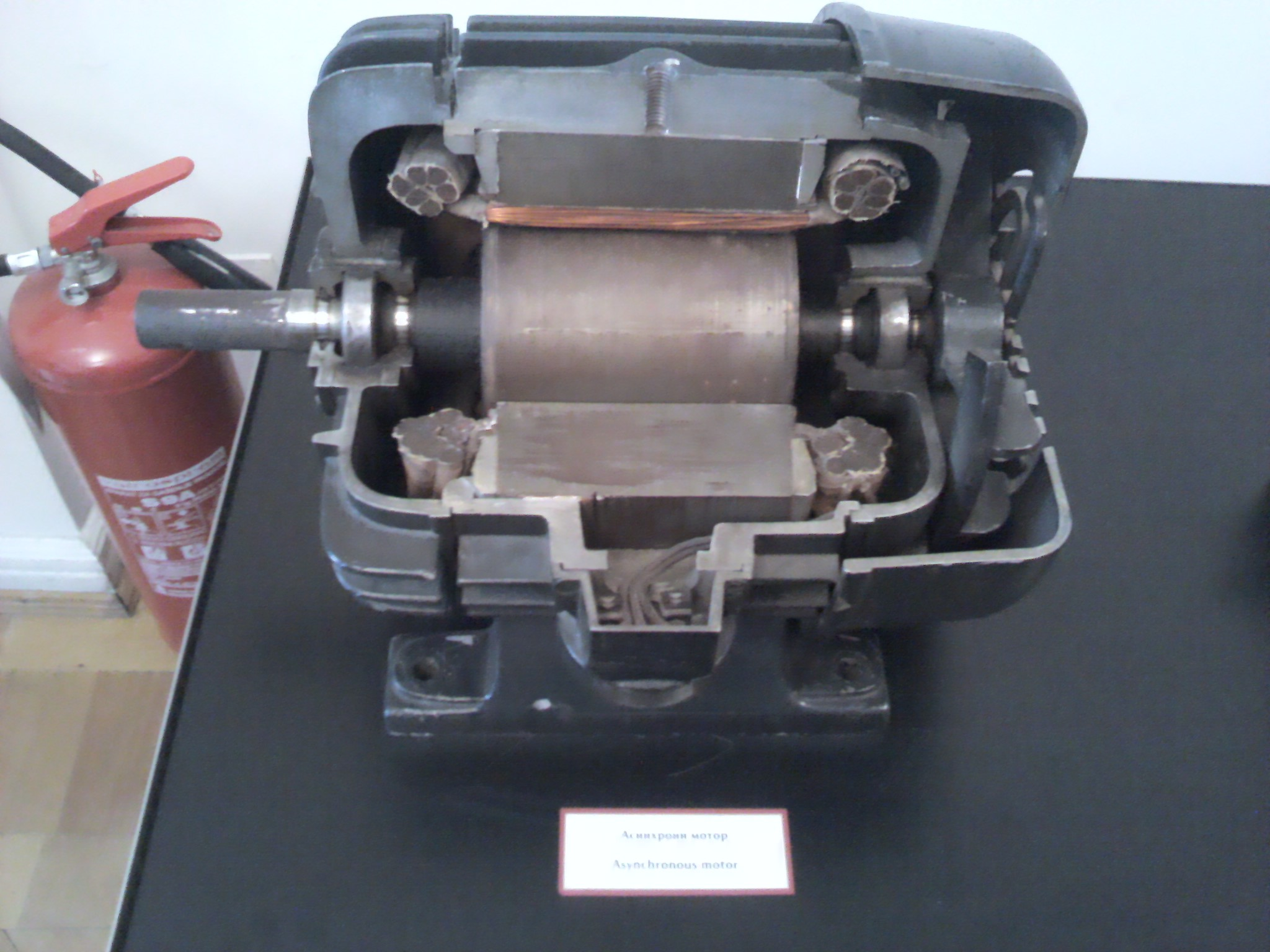
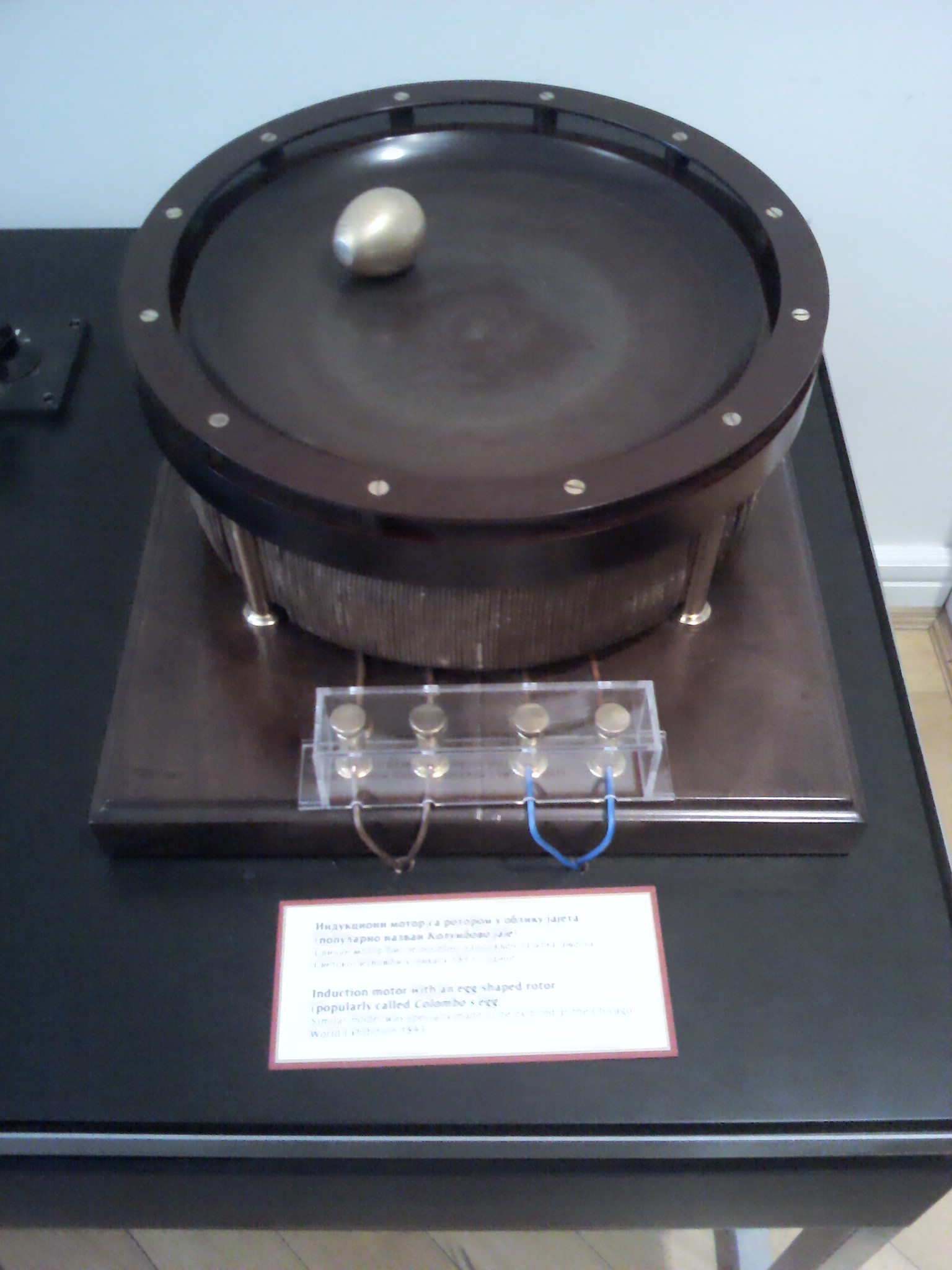
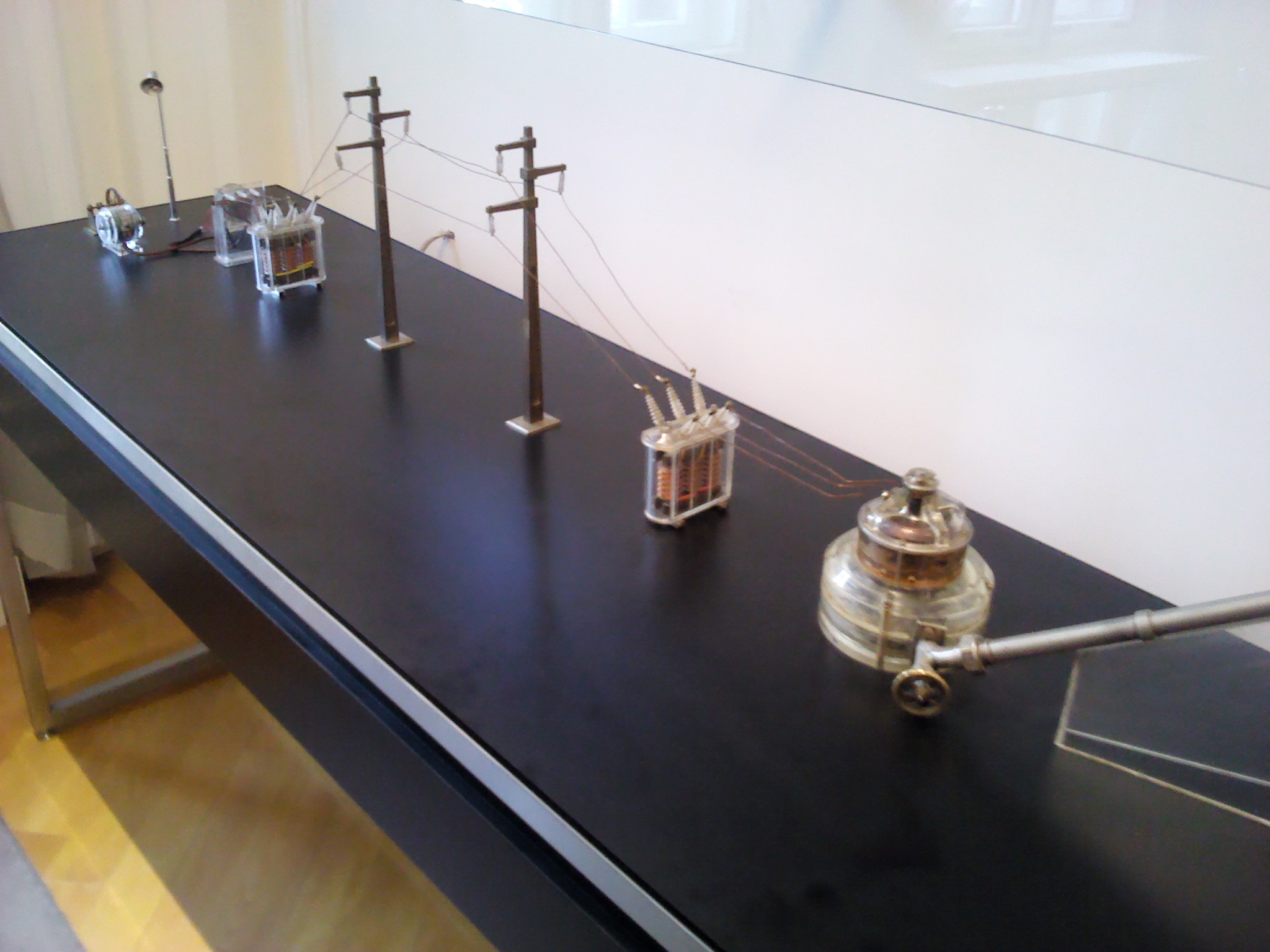
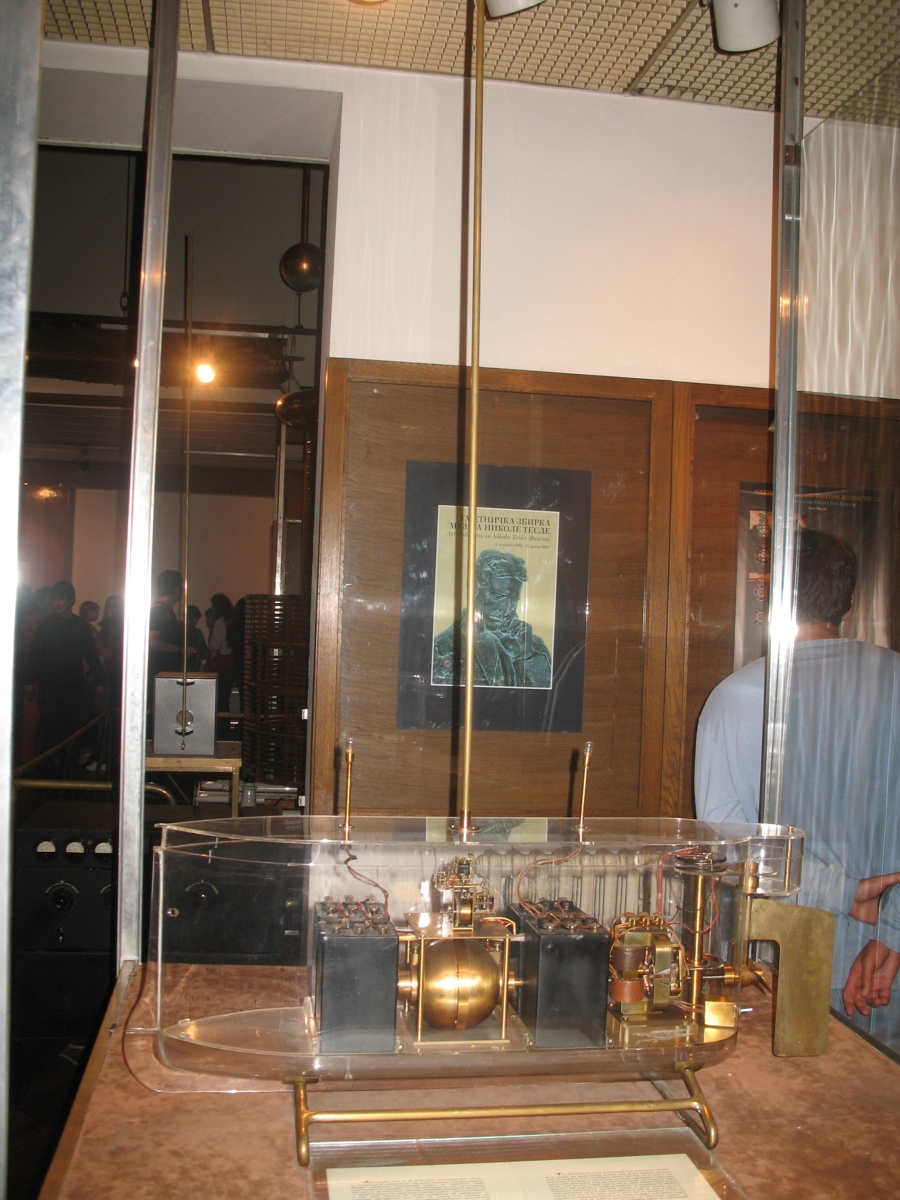
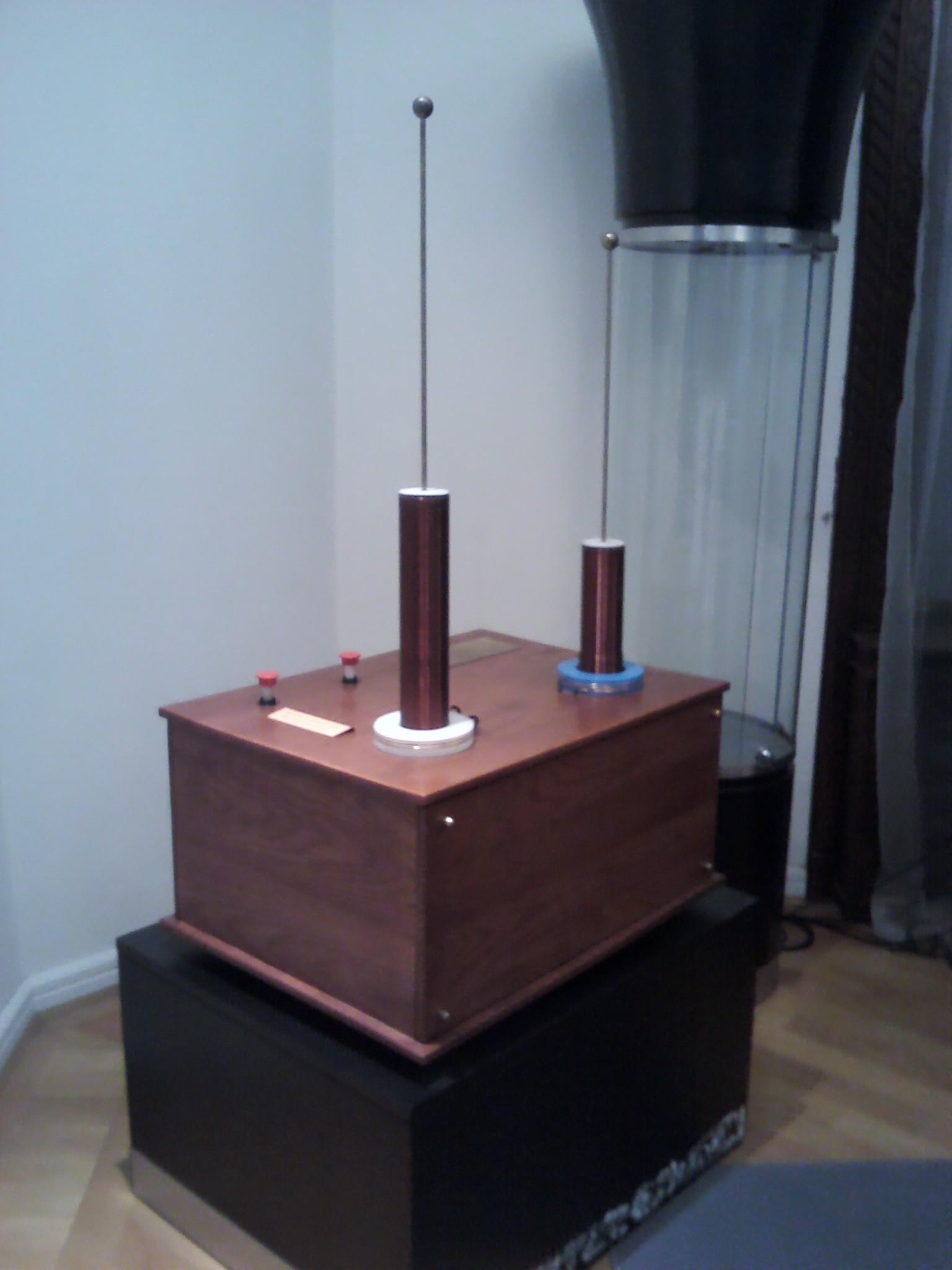
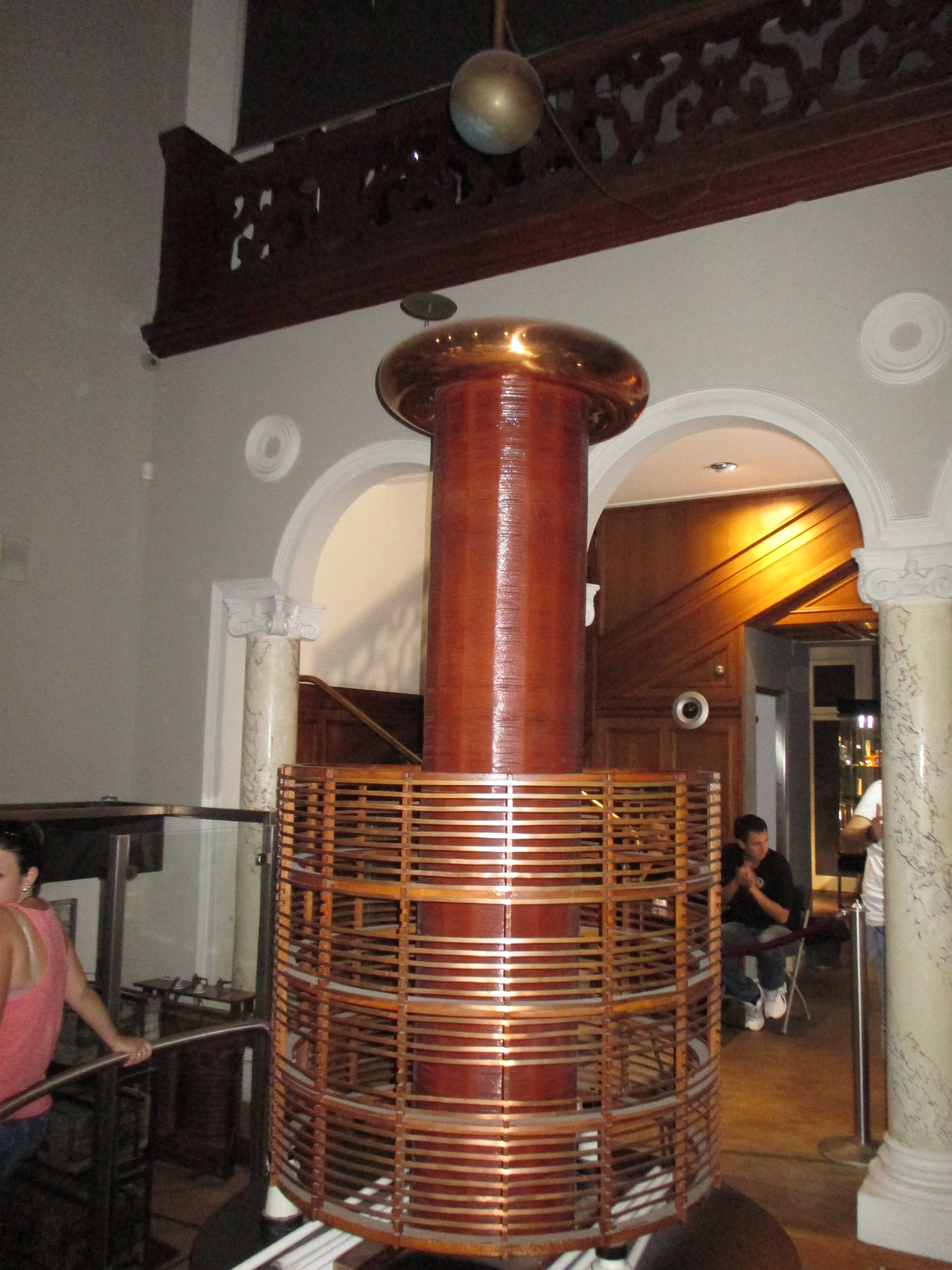
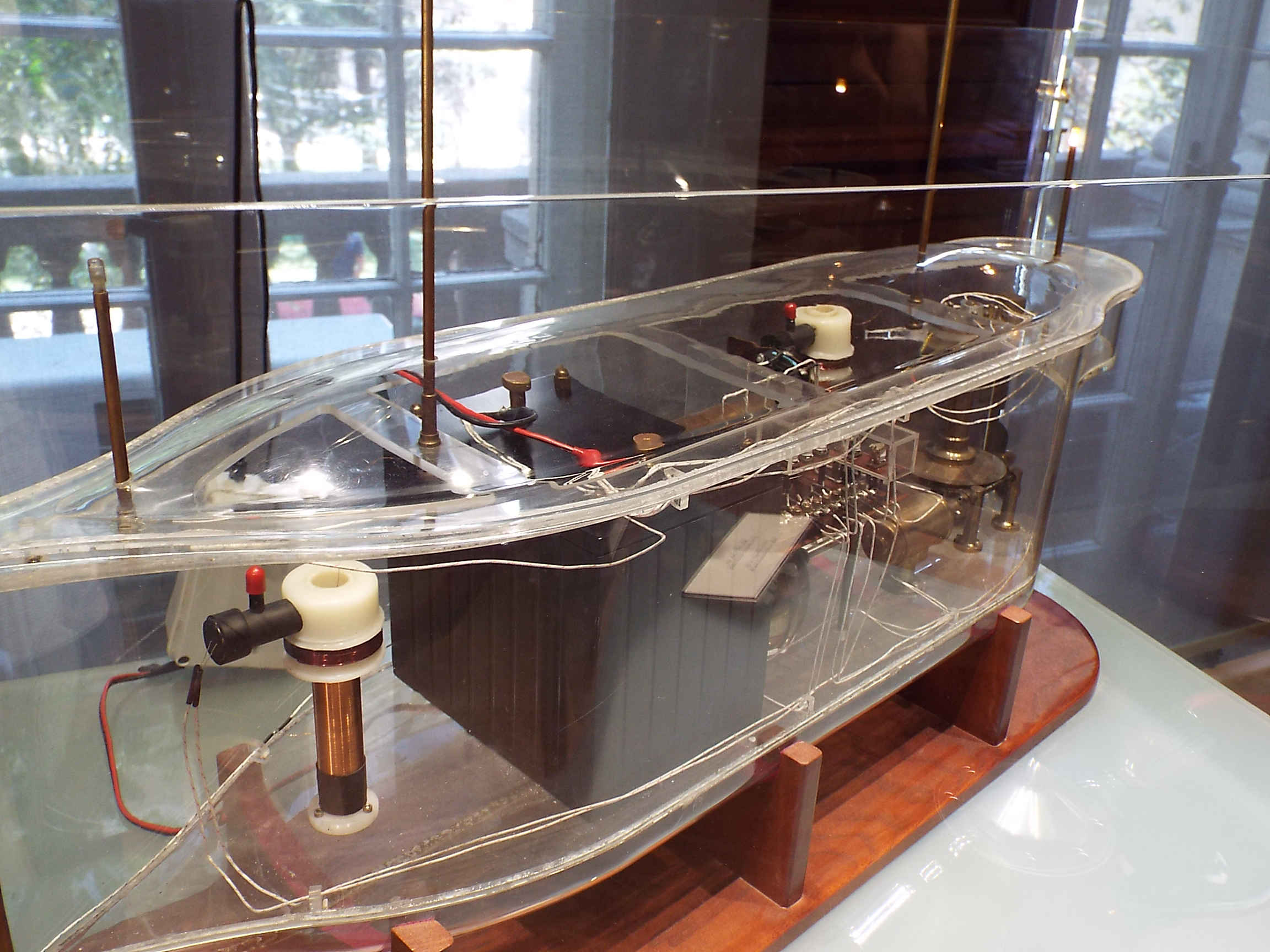
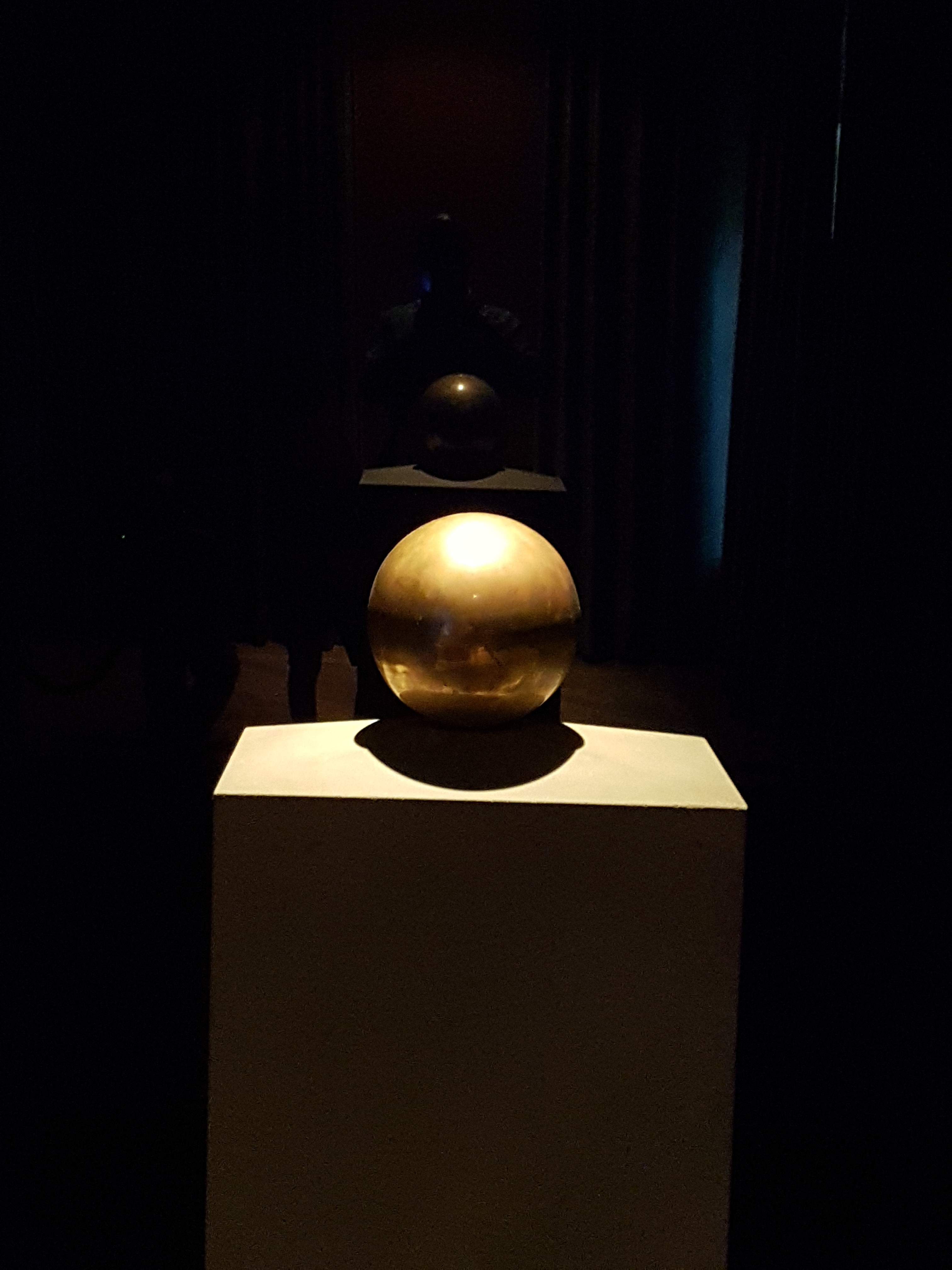
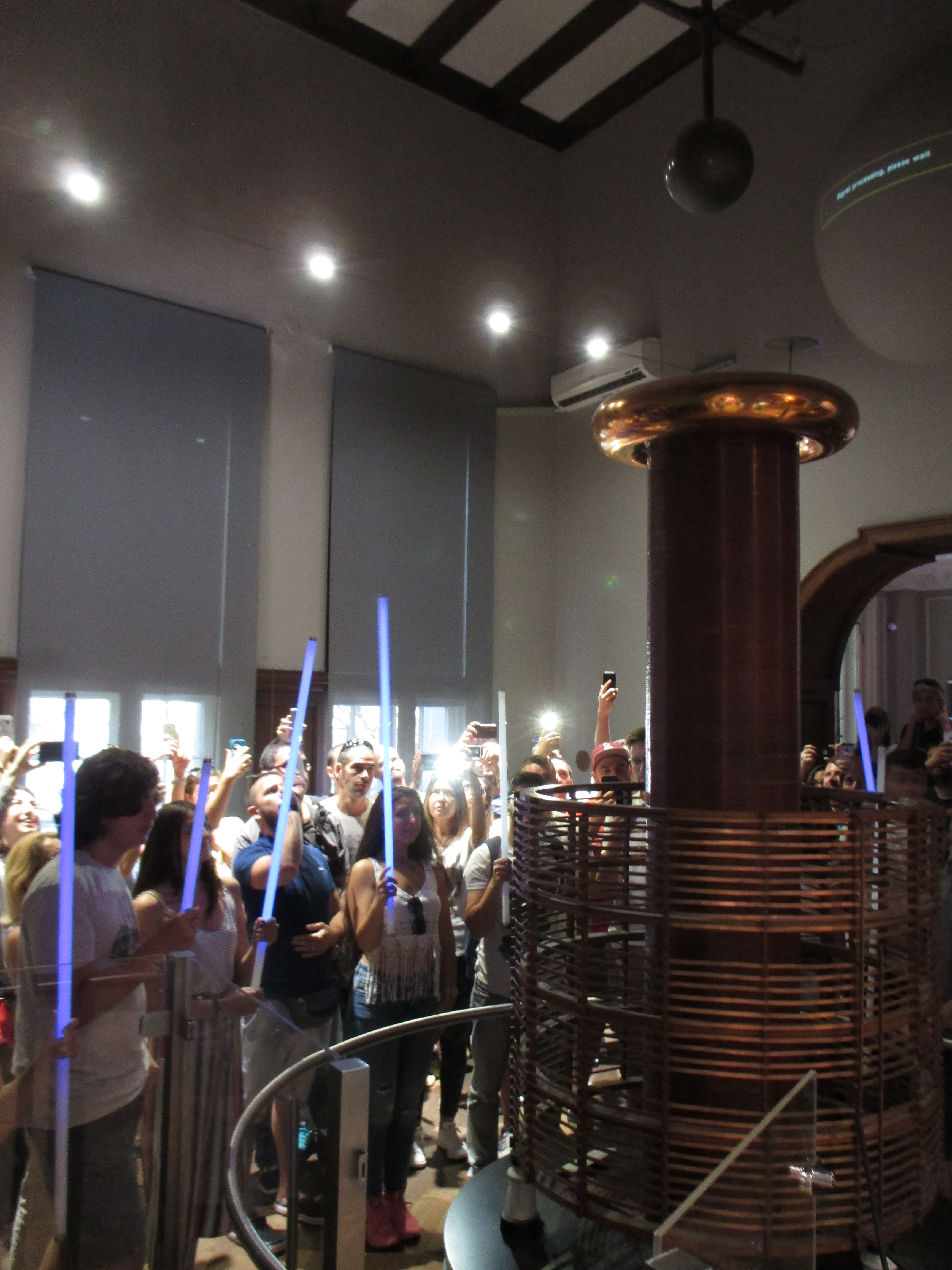
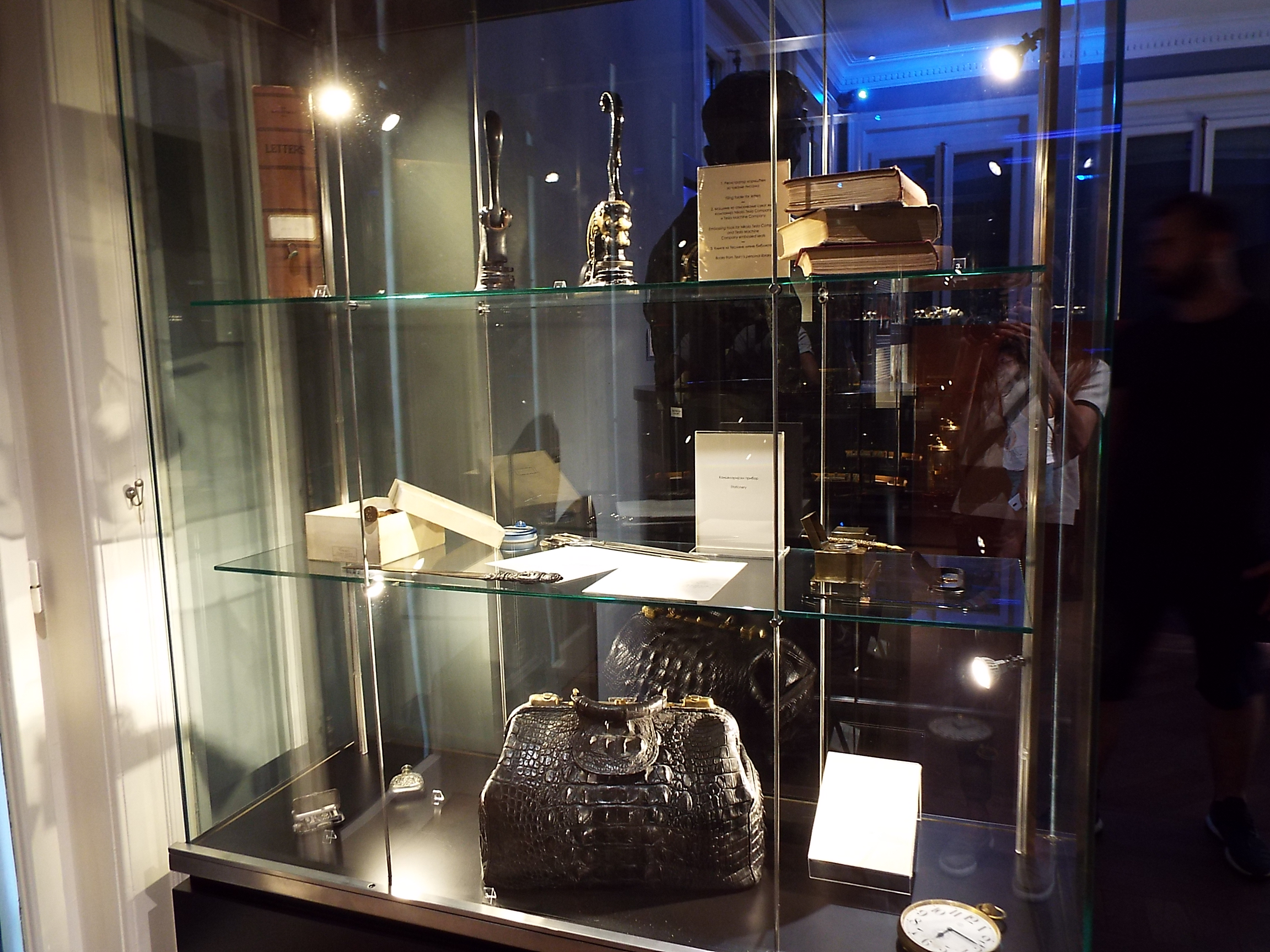
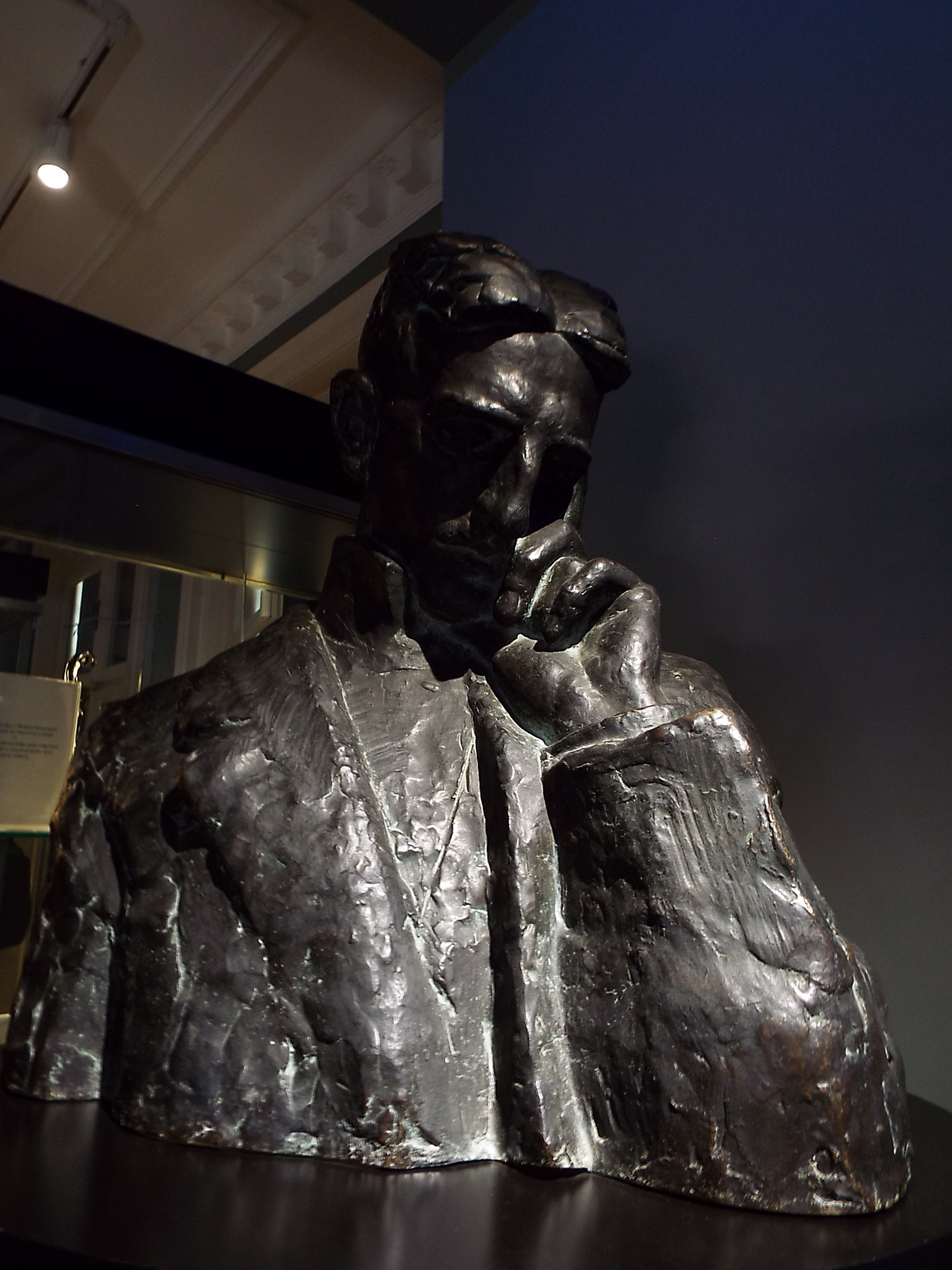
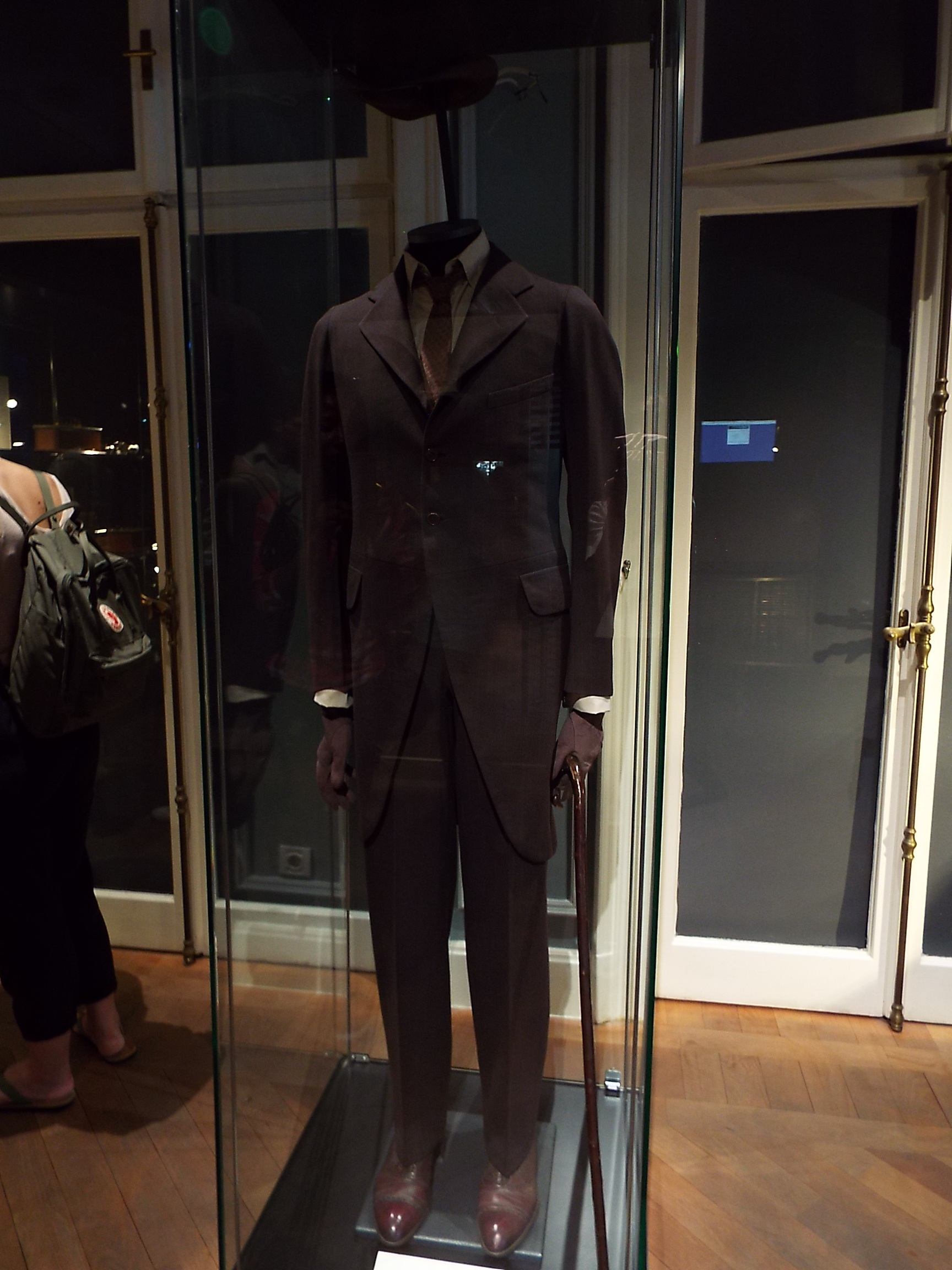

3. Urna con le ceneri del Tesla;
4. Elettricità;
5. Sistemi e applicazioni;
6. Trasformatore di Tesla;
7. Premi.